# Denise De Weerdt (historica)
Denise De Weerdt (Gent, 3 mei 1930 – aldaar, 14 augustus 2015) was historica, bibliothecaris, socialiste en feministe.

## Jeugdjaren
De Weerdt werd geboren in een Gents socialistisch arbeidersmilieu. Ze liep school in het stedelijk meisjeslyceum van Gent en was lid van de Socialistische Jeugd. Ze studeerde geschiedenis aan de Rijksuniversiteit Gent (1948-52) waar ze onder andere les kreeg van Hans Van Werveke en Jan Dhondt op het moment dat die laatste in Gent de grondslagen legde van het vakgebied hedendaagse geschiedenis. Ze was lid van de Socialistische Vlaamse Studentenbeweging en maakte haar scriptie over de 19de-eeuwse arbeiders en arbeidersbeweging die in 1959 werd uitgegeven onder de titel De Gentse textielbewerkers en arbeidersbeweging tussen 1866 en 1881: bijdragen tot de sociale geschiedenis van de Gent.

## Loopbaan
De Weerdt startte haar carrière als lerares in het rijksonderwijs en als correctrice bij de krant Vooruit. Vanaf 1958 werkte ze in de Koninklijke Bibliotheek waar ze in 1971 hoofd werd van de afdeling Onderwerpscatalogus en in 1975 hoofd van de afdeling Beroepsopleiding en Methodologie van het departement Nationale Bibliotheek. Vanaf 1976 werd zij lid van de Administratieve commissie van het patrimonium van de KB, van de Jury voor werving en bevordering van het personeel, van de Wetenschappelijke Raad en als voorzitter van de Personeelsraad. Vanaf 1 september 1990 vervulde zij het ambt van Hoofdconservator ad interim tot haar pensionering 31 december 1991. Van 1989 tot en met 1994 was zij was socialistisch gemeenteraadslid en in die hoedanigheid lid van Raad van Bestuur van de Stedelijke Openbare Bibliotheek. Ze was lid van de Raad van Bestuur van AMSAB-Instituut voor Sociale Geschiedenis waar ze in de periode 2000-2011 tevens vrijwillig medewerker was.

## Onderzoek en publicaties
De Weerdt publiceerde tal van studies en artikels over de geschiedenis van de socialistische arbeidersbeweging, de bibliotheekwetenschap en de geschiedenis van de vrouwenbeweging in België. In 1968 doctoreerde De Weerdt in de Letteren en Wijsbegeerte, groep Geschiedenis (Rijksuniversiteit Gent) met het proefschrift Het ontstaan van de Belgische Socialistische Partij, 1872-1879, uit de krisis van de eerste Internationale. De Weerdt was een pionier van de gendergeschiedenis in België en schreef hierover tot op heden het enige overzichtswerk: En de vrouwen? Vrouw, vrouwenbeweging en feminisme in België, 1830-1969 (1980). Ze was medeoprichter van het homo/lesbisch archief en documentatiecentrum Fonds Suzan Daniel, waar ze tot 2011 medebestuurder bleef. Ze was lid van talrijke nationale en internationale commissies en werkgroepen omtrent haar vakgebieden.

## Persoonlijk leven
In 2007 publiceerde De Weerdt haar jeugdmemoires in Mijn waarheid: herinneringen aan een Gentse jeugd, 1930-1958. Daarin vertelt ze over haar jeugdjaren in Gent, haar eerste liefdes, studies aan de universiteit Gent en beginnende loopbaan.
Over haar biseksualiteit was De Weerdt lange tijd discreet. Over dat deel van haar leven gaf ze een interview in het boek Oud is out ervaringen van lesbische en biseksuele vrouwen, geboren voor 1945 (2009).
In 1996 richtte Denise De Weerdt mee het Fonds Suzan Daniel op. Het homo/lesbisch archief en documentatiecentrum verzamelt historisch documentatie materiaal uit de lgbt-gemeenschap en stelt het ter beschikking van geïnteresseerden. Denise was er tot 2011 bestuurslid.